# Pliskovica
Pliskovica – wieś w Słowenii, w gminie Sežana. W 2018 roku liczyła 209 mieszkańców.